# Баилундо
Баилундо (порт. Bailundo), ранее Тейшейра-да-Силва (порт. Teixeira da Silva) — город в ангольской провинции Уамбо. Население по данным на 2006 год составляло 55 993 человека. До 1975 года назывался Тейшейра-да-Силва. В годы гражданской войны являлся одним из политических центров повстанческого движения УНИТА. С 1999 года под контролем правительства Анголы. Управление характеризуется смычкой традиционной племенной аристократии с администрацией МПЛА.

## Историческая государственность
В Баилундо сложилась многовековая племенная государственность. Монархи Баилундо (с местного наречия название переводится как «Большой дом») длительное время сопротивлялись португальской колониальной экспансии. Сопротивление короля Эквикви II было преодолено только в 1896 году экспедицией капитана Жустино Тейшейры да Силвы. В честь португальского завоевателя был назван город. Прежнее название восстановлено в 1975 году после провозглашения независимости Анголы.

## Политический центр вооружённой оппозиции
В провинции Уамбо большим влиянием пользовалось движение УНИТА. Первоначально Жонас Савимби разместил свою столицу в городе Уамбо. Наступление сил МПЛА в начале 1976 года вынудило УНИТА оставить провинциальный центр. В ходе гражданской войны Уамбо неоднократно переходил из рук в руки, однако политическая столица УНИТА базировалась в Баилундо (военная — в городе Джамба).
23 февраля 1999 года в Баилундо была принята политическая декларация УНИТА. Этот документ определил курс непримиримого сопротивления режиму МПЛА. Выработанная в Баилундо политика продолжалась в следующие три года, до гибели Савимби.
В ходе массированного наступления правительственных сил в 1999 году Баилундо (как и Джамба) перешёл под контроль центральных властей Анголы.

## Современная ситуация
Руководство МПЛА признавало статус традиционных лидеров Баилундо. Прерогативы племенной верхушки даже расширились по сравнению с временами Савимби, не признававшего традиционных авторитетов. Произошло сращивание местной племенной аристократии с партийно-государственным аппаратом МПЛА. Аугусто Кашитополо, он же Эквикви IV (потомок Эквикви II) пользовался реальной властью в городе и на прилегающих территориях. Обладая титулом «короля Баилундо», он состоял в ЦК МПЛА до своей кончины 14 января 2012 года.